# Braulio
Braulio es un nombre propio masculino de origen germano en su variante en español. Proviene del germánico Brandila, diminutivo de brant (incendio, espada).

## Santoral
- 26 de marzo: san Braulio (c. 590 – 651), escritor y obispo de Zaragoza.

## Personas
- Braulio Jatar, periodista y preso político chileno-venezolano.
- Braulio Leal, jugador de fútbol chileno.
- Braulio Luna, jugador de fútbol mexicano.
- Braulio Peralta, escritor mexicano.